# Upplands runinskrifter 17
Skytteholmsstenen (Upplands runinskrifter 17) är en runsten med RAÄ-nummer Ekerö 263 på Ögders kulle mitt på Mälarö Golfklubbs golfbana strax söder om Skytteholm. Stenen härrör från 1000-talet och är känd sedan 1600-talet.

## Inskriften
Translitterering av runraden:
: þuruti · auk · asi · raisa · stin · aftʀ · auþkiʀ · (b)... ...- kuþ · hialbi · at · hns :
Normalisering till runsvenska:
Þrotti ok Asi ræisa stæin æftiʀ Auðgæiʀ, b[roður] ... Guð hialpi and hans.
Översättning till nusvenska:
Trotte och Åsa reste stenen efter Ödger (sin) broder.... Gud hjälpe hans ande.

## Historik

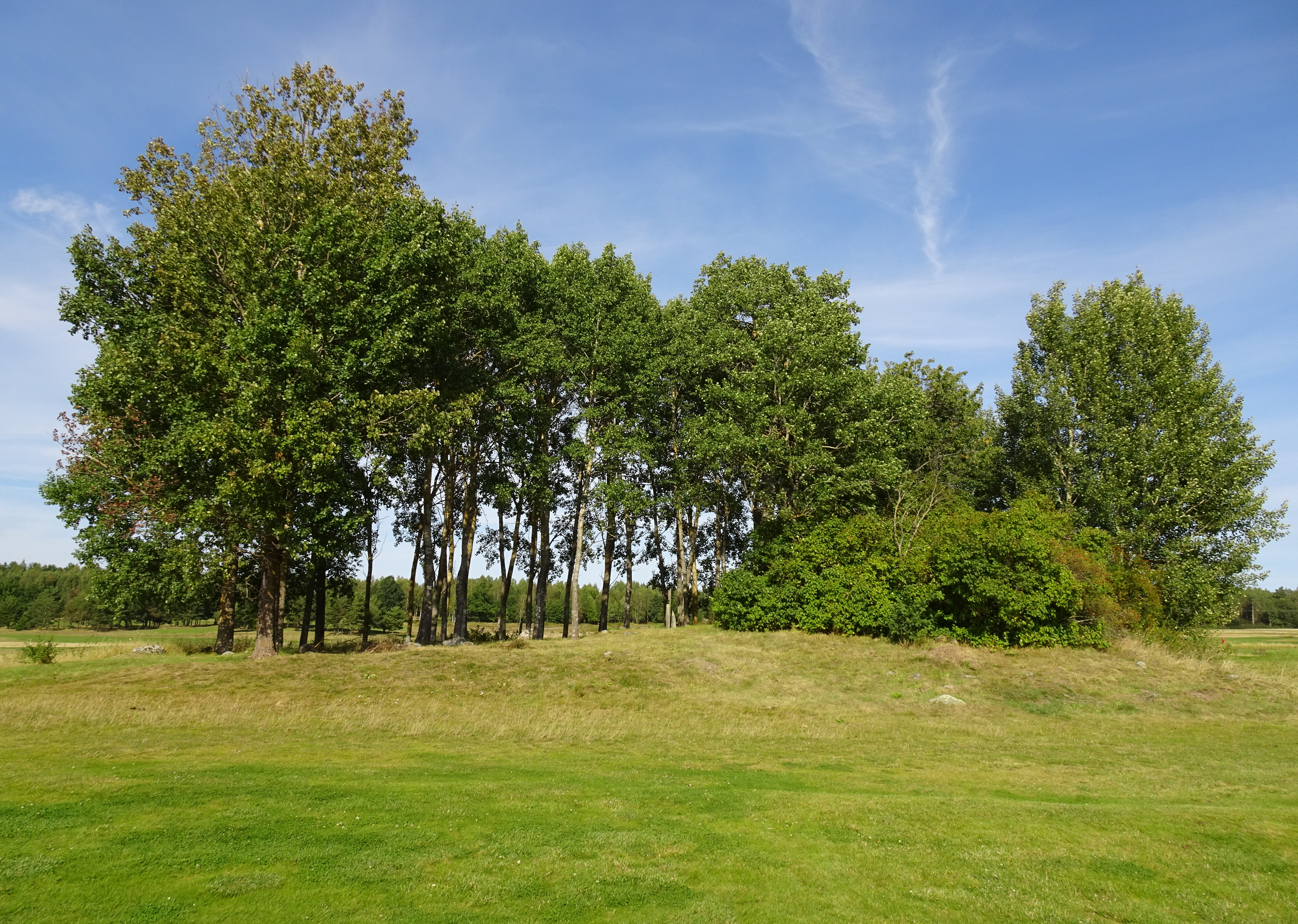
Ödgers backe, 2016.

Runstenens nuvarande placering är troligen den ursprungliga vid den kullen som bär namnet efter Ödger, som omnämns i runinskriptionen. Skytteholmsstenen var känd redan på 1600-talet och omnämns av fornforskarna Johan Hadorph och Johan Peringskiöld. Den senare konstaterade bland annat att stenen stod ”i Skytteholm’s gärde på en liten backe vid några ättehögar”. På 1890-talet föll stenen omkull och flyttades sedan som prydnad till en ny placering bakom Skytteholms huvudbyggnad. Sedan några år står stenen igen på sin ursprungliga plats.

## Stenen
Stenen är av ljusgrå granit, 1,22 meter hög, 0,97 meter bred och cirka 0,25 meter tjock. Ristningen är delvis grund. Runhöjden är 8-9 centimeter. Runtexten är inslagen i en drakslinga som ringlar sig kring ett kors. Övre högra hörnet är avslaget, en skada som redan fanns på 1600-talet.